# Luc Toussaint
 (septembre 2018).
Si vous disposez d'ouvrages ou d'articles de référence ou si vous connaissez des sites web de qualité traitant du thème abordé ici, merci de compléter l'article en donnant les références utiles à sa vérifiabilité et en les liant à la section « Notes et références ».
Luc Toussaint, né le 27 avril 1948 à Retinne est un homme politique belge wallon, membre du PS.
Il est producteur audiovisuel RTBF.  

## Fonctions politiques
- Ancien Échevin Affaires économiques et Commerce de 1983 à 1994 à ville de Liège
- Conseiller communal de Liège.
- Député fédéral belge du 21 mai 1995 au 5 mai 1999.

Actuellement en séjours réguliers en Afrique Centrale dans la Région des Grands Lacs - Burundi et Sud Kivu en RDC. S'investit dans l'humanitaire, l'écotourisme et tourisme solidaire, la communication, le soutien au développement local et les activités socio-culturelles (Festival d'été de Bukavu, création Atelier de Production de Films d'Animation à Bukavu et à Bujumbura).